# 威廉·湯瑪斯·圖特
威廉·湯瑪斯·圖特（英語：William Thomas Tutte，1917年5月14日—2002年5月2日），英国和加拿大的密码破译专家和数学家。在第二次世界大战期间，他在洛伦兹密码的密码分析上取得了杰出和重大的突破。洛伦兹密码是纳粹德国的重要密码系统，用于国防军高级指挥部内部的机密通信。图特的关键突破获得的情报具有高级别和战略性质，特别是在大规模解密洛伦兹加密消息方面，极大地加速了纳粹德国的战败。他的贡献甚至可能起到了决定性作用。他还在图论和矩阵理论领域有重要成就。